# Гарі Маунфілд
Га́рі Ме́нні Ма́унфілд або просто Мені (англ. Gary Manny "Mani" Mounfield) (нар. 16 листопада 1962, Манчестер, Англія) — британський музикант, бас-гітарист гуртів Primal Scream та Freebass. Мені найбільше відомий як один із засновників відомого манкуніанського гурту The Stone Roses.

## Життєпис
Гарі Маунфілд народився у Крампселлі (Crumpsall) — одному з районів міста Манчестер. У 16 років він кинув навчання у школі. У 1987 він долучився до складу гурту The Stone Roses. Цьому колективу, наприкінці 80-х — на початку 90-х, випав складний творчий шлях, на якому траплялися як успіхи — так і невдачі. Склад цього колективу він залишив слідом за Джоном Сквайром у 1995 році (невдовзі після його уходу колектив припинив своє існування.)
Тоді ж, у жовтні 1995 року, Маунфілд став басистом у гурті Primal Scream де грає і до тепер.
У 2006 році Мені став третім учасником проєкту Freebass. Цей колектив примітний тим, що складається з трьох манчестерських бас-гітаристів, колишніх музикантів таких знакових, для свого часу, гуртів як New Order і The Smiths.

## Дискографія

### The Stone Roses
- The Stone Roses (1989)
- Second Coming (1994)

### Primal Scream
- Vanishing Point (1997)
- XTRMNTR (2000)
- Evil Heat (2002)
- Riot City Blues (2006)
- Beautiful Future (2008)

### Freebass
- It's A Beautiful Life (2010)